# جوروندي (بابارشاني)
جوروندي (بالفارسية: جوروندی) هي قرية تقع في إيران في قسم بابارشاني الريفي. يقدر عدد سكانها بـ 101 نسمة بحسب إحصاء 2016.